# دوسر أقطع
الدوسر الأقطع (الاسم العلمي:Aegilops truncata) نوع نباتي يتبع جنس الدوسر من الفصيلة النجيلية. 